# モーリアック (カンタル県)
モーリアック （Mauriac）は、フランス、オーヴェルニュ＝ローヌ＝アルプ地域圏、カンタル県のコミューン。

## 地理
県西部にあるモーリアックは、オート・ドルドーニュ川のそば、コレーズ県と接している。

## 歴史

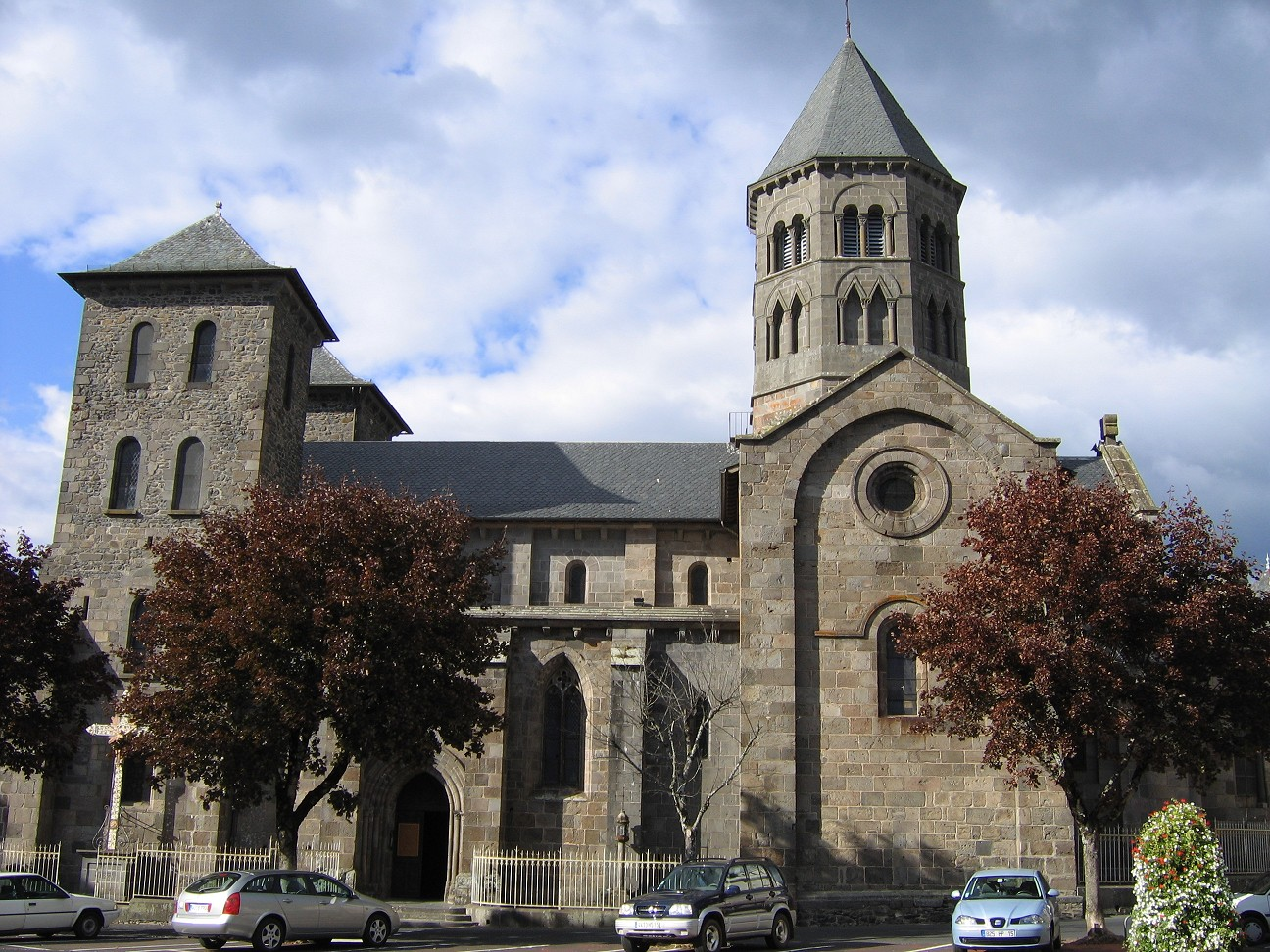
ノートルダム・デ・ミラクル教会

モーリアックに最初の村落ができたのは2000年以上前、オーズ川支流のMauri川そばであった。9世紀には、サンス修道院の憲章に依存するベネディクト会派の修道院があったことが記されている。モーリアックは助司祭や聖職者の駐在する、オート・オーヴェルニュの中心自治体で、イエズス会の神学校もあった。

## みどころ
- ノートルダム・デ・ミラクル教会 - 12世紀に建てられたオーヴェルニュ・ロマネスク様式教会
- サン＝ピエール修道院の遺構 - カロリング朝期に建てられ、フランス革命期に国家資産として没収・売却され破壊された。
- 旧イエズス会神学校